# Megaekonomia
Megaekonomia – dziedzina ekonomii zajmująca się analizą zagadnień dotyczących gospodarki światowej w kontekście zjawisk demograficznych, społecznych i ekologicznych.
W badaniach megaekonomicznych przedmiotem badań jest gospodarka Ziemi (świata) – głównie gospodarka zasobami Ziemi, rozwój globalny, międzynarodowe stosunki gospodarcze i społeczne oraz zależności między gospodarką a ekologią w ujęciu globalnym.